# 39892 Evaseidlová
39892 Evaseidlova è un asteroide della fascia principale. Scoperto nel 1998, presenta un'orbita caratterizzata da un semiasse maggiore pari a 2,440631 UA e da un'eccentricità di 0,211725, inclinata di 11,324236° rispetto all'eclittica. Ha un diametro di 3,377	km.